# Györgyi Zsivoczky-Farkas
Györgyi Zsivoczky-Farkas (ur. 13 lutego 1985 w Budapeszcie) – węgierska lekkoatletka, wieloboistka.
W 2002 i 2004 startowała na mistrzostwach świata juniorów, zajmując odpowiednio 10. i 7. miejsce w siedmioboju. Szesnasta zawodniczka młodzieżowych mistrzostw Europy w Erfurcie (2005). Trzy lata później reprezentowała Węgry na igrzyskach olimpijskich w Pekinie, plasując się 28. miejscu w rywalizacji siedmioboju. Dwudziesta trzecia zawodniczka światowego czempionatu w Daegu (2011). Rok później zajęła 13. miejsce na mistrzostwach Europy oraz ponownie wystąpiła na igrzyskach olimpijskich. W 2013 zdobyła brązowy medal uniwersjady oraz zajęła 13. miejsce na mistrzostwach świata w Moskwie. Dziesiąta wieloboistka europejskiego czempionatu w Zurychu (2014). W 2015 zajęła 6. miejsce na mistrzostwach świata, a na początku 2016 była piąta podczas halowego czempionatu w Portland. W tym samym roku zajęła 5. miejsce na mistrzostwach Europy oraz była ósma podczas igrzysk olimpijskich w Rio de Janeiro. W 2017 zdobyła brązowy medal podczas rozgrywanych w Belgradzie halowych mistrzostwach Europy oraz zajęła siedemnaste miejsce w siedmioboju na mistrzostwach świata w Londynie.
Wielokrotna złota medalistka mistrzostw Węgier (w różnych konkurencjach) oraz reprezentantka kraju w pucharze Europy w wielobojach i w meczach międzypaństwowych.
Jej mężem jest Attila Zsivoczky – brązowy medalista mistrzostw świata w Helsinkach (2005) w dziesięcioboju.

## Osiągnięcia
| Rok  | Impreza                              | Miejsce        | Konkurencja | Lokata      | Wynik     |
| ---- | ------------------------------------ | -------------- | ----------- | ----------- | --------- |
| 2002 | II liga pucharu Europy w wielobojach | Maribor        | siedmiobój  | 5. miejsce  | 5339 pkt. |
| 2002 | Mistrzostwa świata juniorów          | Kingston       | siedmiobój  | 10. miejsce | 5199 pkt. |
| 2004 | Mistrzostwa świata juniorów          | Grosseto       | siedmiobój  | 7. miejsce  | 5550 pkt. |
| 2005 | II liga pucharu Europy w wielobojach | Maribor        | siedmiobój  | 3. miejsce  | 5342 pkt. |
| 2005 | Młodzieżowe mistrzostwa Europy       | Erfurt         | siedmiobój  | 16. miejsce | 5280 pkt. |
| 2006 | I liga pucharu Europy w wielobojach  | Jałta          | siedmiobój  | 26. miejsce | 5033 pkt. |
| 2008 | I liga pucharu Europy w wielobojach  | Jyväskylä      | siedmiobój  | 5. miejsce  | 5785 pkt. |
| 2008 | Igrzyska olimpijskie                 | Pekin          | siedmiobój  | 28. miejsce | 5760 pkt. |
| 2010 | I liga pucharu Europy w wielobojach  | Hengelo        | siedmiobój  | 7. miejsce  | 5724 pkt. |
| 2011 | I liga pucharu Europy w wielobojach  | Bressanone     | siedmiobój  | 2. miejsce  | 6068 pkt. |
| 2011 | Mistrzostwa świata                   | Daegu          | siedmiobój  | 23. miejsce | 5784 pkt. |
| 2012 | Mistrzostwa Europy                   | Helsinki       | siedmiobój  | 13. miejsce | 5874 pkt. |
| 2012 | Igrzyska olimpijskie                 | Londyn         | siedmiobój  | 21. miejsce | 6013 pkt. |
| 2013 | Uniwersjada                          | Kazań          | siedmiobój  | 3. miejsce  | 6269 pkt. |
| 2013 | Mistrzostwa świata                   | Moskwa         | siedmiobój  | 15. miejsce | 6067 pkt. |
| 2014 | Mistrzostwa Europy                   | Zurych         | siedmiobój  | 10. miejsce | 6151 pkt. |
| 2015 | Halowe mistrzostwa Europy            | Praga          | pięciobój   | 6. miejsce  | 4564 pkt. |
| 2015 | Mistrzostwa świata                   | Pekin          | siedmiobój  | 6. miejsce  | 6389 pkt. |
| 2016 | Halowe mistrzostwa świata            | Portland       | pięciobój   | 5. miejsce  | 4656 pkt. |
| 2016 | Mistrzostwa Europy                   | Amsterdam      | siedmiobój  | 5. miejsce  | 6144 pkt. |
| 2016 | Igrzyska olimpijskie                 | Rio de Janeiro | siedmiobój  | 8. miejsce  | 6442 pkt. |
| 2017 | Halowe mistrzostwa Europy            | Belgrad        | pięciobój   | 3. miejsce  | 4723 pkt. |
| 2017 | Mistrzostwa świata                   | Londyn         | siedmiobój  | 17. miejsce | 6050 pkt. |
| 2018 | Mistrzostwa Europy                   | Berlin         | siedmiobój  | –           | DNF       |

## Rekordy życiowe
| Konkurencja       | Wynik     | Miejsce        | Rok  | Uwagi |
| ----------------- | --------- | -------------- | ---- | ----- |
| Skok wzwyż        | 1,87 m    | Talence        | 2016 |       |
| Skok w dal (hala) | 6,38 m    | Belgrad        | 2017 |       |
| Pięciobój (hala)  | 4723 pkt. | Belgrad        | 2017 |       |
| Siedmiobój        | 6442 pkt. | Rio de Janeiro | 2016 |       |